# Christian Cay Lorenz Hirschfeld

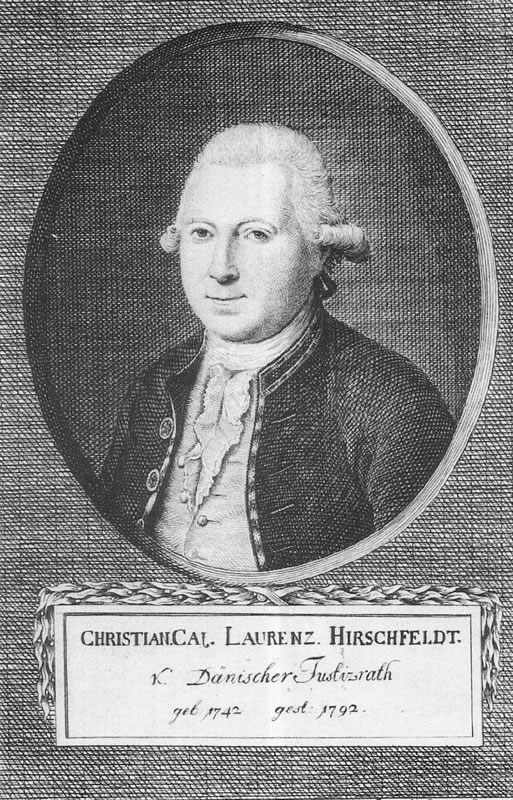
Christian Cay Lorenz Hirschfeld, kopparstick av J. D. Heidenreich (1792).

Christian Cay Lorenz Hirschfeld, född 16 februari 1742, död 20 februari 1792 i Kiel, var en tysk professor i filosofi och estetik i Kiel.
Efter studier över engelsk trädgårdskonst utförde han flera större anläggningar i naturalistisk stil i Danmark och utgav ett betydande arbete, Theorie der Gartenkunst (1777-82). Hirschfeld inlade även förtjänster om den ekonomiska trädgårdsodlingen i Danmark, bland annat som föreståndare för en fruktträdsskila nära Kiel. Hirschfeld utgav det i flera avseenden viktiga arbetet Handbuch der Fruchtbaumzucht (1788).